# Suhadol (Slovenske Konjice, Slovenija)
Suhadol je naselje u slovenskoj Općini Slovenskim Konjicama. Suhadol se nalazi u pokrajini Štajerskoj i statističkoj regiji Savinjskoj. 

## Stanovništvo
Prema popisu stanovništva iz 2002. godine naselje je imalo 55 stanovnika.